# KLM-Flug 633
Am 5. September 1954 verunglückte eine Lockheed L-1049C-55-81 Super Constellation auf dem KLM-Flug 633 (Flugnummer: KL633) kurz nach dem Start vom Flughafen Shannon, als die Piloten nach einem technischen Versagen auf dem Shannon-Ästuar notlanden mussten. Bei dem Unfall wurden 28 von 56 Insassen an Bord der Maschine getötet. Der Unfall wurde durch ein unerwartetes Wiederausfahren des Fahrwerks, womöglich aufgrund eines Pilotenfehlers, verursacht.

## Maschine
Bei der Maschine handelte es sich um eine Lockheed L-1049C-55-81 Super Constellation mit der Werksnummer 4509, die 1953 gebaut und noch im gleichen Jahr neu an die KLM ausgeliefert wurde. Die Fluggesellschaft gab der Maschine den Taufnamen Triton. Das viermotorige Langstreckenflugzeug war mit vier luftgekühlten 18-Zylinder-Doppelsternmotoren vom Typ Curtiss-Wright R-3350 ausgerüstet, die jeweils eine Leistung von 2500 PS (1838 kW) hatten. Zum Zeitpunkt des Unfalls hatte die Maschine eine kumulierte Gesamtbetriebsleistung von 2498 Betriebsstunden.

## Besatzung

### Cockpitbesatzung
Im Cockpit der Super Constellation befand sich eine siebenköpfige Cockpitbesatzung.
Pilot Flying der Maschine war der erfahrene, 51-jährige KLM-Pilot Adriaan ("Jons") Viruly (* 5. Januar 1905 in Breda). Viruly flog seit dem 1. Mai 1931 für die KLM, wo er, mit Unterbrechungen durch Auslandseinsätze während des Zweiten Weltkriegs, durchgehend als Pilot beschäftigt war. Zum Zeitpunkt des Unfalls hatte er fast 19.000 Flugstunden absolviert und als Pilot 87 Mal den Atlantik (a.o.) überquert. Aufgrund seiner großen Erfolgsbilanz verlieh ihm KLM 1953 den Ehrentitel "Commodore" – einen Titel, der zuvor auch an legendäre Rennpiloten wie Jan Moll für die Leistungen beim MacRobertson-Luftrennen und an Gerson "Fiets" van Messel verliehen wurde. Neben dem Fliegen war Viruly als Schriftsteller aktiv – er veröffentlichte Dutzende Bücher über die Luftfahrt. Viruly galt als einer der erfahrensten Piloten der KLM und befand sich zum Zeitpunkt des Unfalls nur ein Jahr vor seiner Pensionierung.
Neben dem Commodore Viruly befand sich der britische Flugkapitän Edward Roy Parfitt an Bord der Maschine.
Als Erster Offizier befand sich Evert Webbink im Cockpit. Als Zweiter Offizier und damit Navigator war Johan N. Tieman an Bord.
Der 43-jährige Bordfunker Henri Egbertus Oudshoorn (* 30. März 1911 in Den Helder) kämpfte während des Zweiten Weltkrieges auf Seiten des Niederländischen Widerstandes. Gegen Kriegsende trat er der Royal Air Force bei, wo er als Ausbilder für Bordfunker im Einsatz war. Seit 1947 flog er als Bordfunker für die KLM. Im Jahr 1951 emigrierte er mit seiner Familie in die Vereinigten Staaten.
Als Flugingenieure waren Hendrik Rademaker und der 28-jährige Cornelis Johannes Maria Kievits (* 3. Juni 1926 in Den Burg (Texel)) an Bord.

### Kabinenbesatzung
Der 35-jährige Flugbegleiter Willem van Buren (* 1. September 1919 in Rotterdam) arbeitete seit November 1946 für die KLM, war verheiratet, Vater von zwei Kindern und lebte mit seiner Familie in Amsterdam.
Die 24-jährige Flugbegleiterin Helga Inge Löwenstein stammte aus Deutschland (* 16. August 1930 in Köln). Da ihre Familie jüdischen Glaubens war, floh Familie Löwenstein 1938 aus Nazideutschland in die Niederlande. Helga Inges Eltern wurden 1943 verhaftet und im selben Jahr in Vernichtungslager Sobibor ermordet. Helga Inge überlebte den Krieg und wurde ab dem 26. Mai 1951 Flugbegleiterin bei KLM.
Der unverheiratete 25-jährige Flugbegleiter Bob Westergaard (* 18. Oktober 1928 in Rotterdam) arbeitete erst seit dem 1. Mai desselben Jahres für die KLM.

## Passagiere
Den Flug hatten 47 Passagiere angetreten, die aus acht Ländern stammten. Die meisten Passagiere waren US-Amerikaner oder Niederländer.
| Herkunftsland          | Anzahl |
| ---------------------- | ------ |
| Vereinigte Staaten     | 26     |
| Niederlande            | 10     |
| BR Deutschland         | 03     |
| Birma                  | 02     |
| Südafrikanische Union  | 02     |
| Italien                | 01     |
| Vereinigtes Königreich | 01     |
| Ägypten                | 01     |
| Gesamt                 | 46     |

## Flugplan
Mit der Maschine sollte der transatlantische Linienflug KL633 vom Flughafen Amsterdam Schiphol zum Flughafen New York-Idlewild durchgeführt werden, wobei ein planmäßiger Zwischenstopp zur Betankung auf dem Flughafen Shannon vorgesehen war.

## Unfallhergang
Die Flugstrecke von Amsterdam bis Shannon, die Zwischenlandung sowie die Betankung verliefen ohne besondere Vorkommnisse. Um 2:30 Uhr nachts rollte die Maschine vom Terminal zum Startpunkt von der 5643 Fuß (ca. 1720 Meter) langen Landebahn 14 los. Beim Start erreichte die Maschine nach 3000 Fuß (914 Meter) die Entscheidungsgeschwindigkeit. Um 2:38 Uhr hob die Maschine nach 4000 Fuß (1219 Meter) überrollter Startbahnlänge bei einer Geschwindigkeit von 120 Knoten (ca. 222 km/h) ab. Den Rest der Startbahn überflog die Maschine mit einem auffällig flachen Anstellwinkel. Dabei wurde das bereits eingefahrene Fahrwerk wieder ausgefahren. Die Maschine ging anschließend in einen flachen Sinkflug über. Sie überflog das Ende der Startbahn und setzte 31 Sekunden später im flachen, schlammigen Gewässer des Shannon-Flusses auf. Beim Aufschlag war die Flugzeugnase leicht nach oben und die rechte Tragfläche leicht nach unten ausgerichtet, das Heck traf zuerst auf dem Wasser auf und die Maschine drehte sich nach dem Aufsetzen um 180 Grad. Nachdem die Triebwerke Nr. 3 und 4 abgerissen waren, kam die Maschine schließlich auf einer Schlammbank im Ästuar des Shannon-Flusses in 8170 Fuß (ca. 2490 Meter) Entfernung zum Ende der Startbahn zum Stehen. Der Flugzeugrumpf war in der Mitte, auf der Höhe der vorderen Enden der Tragflächenwurzeln gebrochen. Da bei dem Aufprall mindestens ein Tank aufgerissen war, strömte mit Flugbenzin vermischtes Brackwasser ins Innere der Kabine. Die Mitglieder der Kabinenbesatzung sowie zahlreiche Passagiere verloren durch die giftigen Dämpfe das Bewusstsein. Gleichzeitig stieg der Wasserspiegel aufgrund der einsetzenden Flut, wodurch viele der zuvor bewusstlos gewordenen Passagiere ertranken.

## Rettungsaktion
Obwohl die Maschine weniger als eine Minute nach dem Start der Maschine vom Flughafen Shannon niederging, bemerkte dort niemand den Absturz. Der nicht herzustellende Funkkontakt mit der Maschine wurde auf eine Funkstörung zurückgeführt. Ein Leuchtpunkt auf dem Radar wurde mit der Maschine verwechselt.
Beim Aufbrechen des Rumpfes wurden zwei Gummirettungsboote automatisch aufgepumpt und schwammen auf dem Wasser, als die Besatzung die Kabinenhaupttür öffnete. Von den zu diesem Zeitpunkt 30 Überlebenden stiegen 28 in die Boote und paddelten in der Dunkelheit stundenlang durch das schlammige Gewässer in Richtung Ufer.
Um 04:15 Uhr bemerkte der diensthabende Fluglotse Leuchtsignale auf dem Wasser und schickte zwei Amphibienfahrzeuge zum Ufer.
Der Erste Offizier Webbink verließ das Boot und schwamm in der Dunkelheit zurück zum Flughafen, wobei er sich an der Flughafenbeleuchtung orientierte, die von der Absturzstelle aus gut zu erkennen war. Er watete durch den Sumpf, ging an Land und lief zum Flughafengebäude, welches er zweieinhalb Stunden nach dem Absturz erreichte. Er betrat schlammbedeckt das Gebäude und sagte: "Wir sind abgestürzt!" Erst um sieben Uhr morgens, viereinhalb Stunden nach dem Absturz, erreichten Rettungsmannschaften die Überlebenden, die an einer schlammigen Untiefe verharrten.
Die beiden zurückgelassenen Passagiere, die nicht mehr in die Rettungsboote passten, warteten stundenlang auf dem Seitenruder, das über das Wasser ragte, auf die Rettungsmannschaften. Als das Rettungsboot "Foynes" schließlich ankam, fiel einer der Passagiere bei der Rettungsaktion ins Wasser. Sein Körper wurde erst eine Woche später gefunden.
Eine Überlebende, die während des Unfalls eine Verletzung des Oberkörpers erlitten hatte, starb am Abend nach dem Unfall an ihren Verletzungen.

## Opfer
Insgesamt starben bei dem Zwischenfall 28 Personen, darunter die drei Mitglieder der Kabinenbesatzung sowie 25 Passagiere. Von den 28 Opfern starben 26 im Inneren der Maschine durch Ertrinken, eine Frau infolge von bei dem Aufprall erlittenen inneren Verletzungen bei der Ankunft am Ufer und ein Mann, der im letzten Teil der Rettungsaktion von dem Wrack ins Wasser rutschte und ertrank.
| Staatsangehörigkeit | Passagiere | Besatzung | Gesamt |
| ------------------- | ---------- | --------- | ------ |
| Vereinigte Staaten  | 11         |           | 11     |
| Niederlande         | 9          | 2         | 11     |
| Deutschland         | 2          | 1         | 3      |
| Birma               | 2          | -         | 2      |
| Ägypten             | 1          | -         | 1      |
| Gesamt              | 25         | 3         | 28     |

## Ursache
Gemäß dem offiziellen Unfallbericht war der Unfall durch ein unerwartetes Wiederausfahren des Fahrwerks sowie die fehlerhafte Reaktion des Pilot flying darauf verursacht worden. Der Kapitän habe die Motorleistung verfrüht reduziert. Ein weiteres Problem war ein schon länger defektes Warnlicht für den Einfahrzustand des Fahrwerks. Viruly wies seine Verantwortung für den Unfall von sich und war verbittert darüber, wie er anschließend durch die KLM behandelt wurde. In einem Interview gab er später an, dass ihm schlichtweg nicht genug Zeit geblieben wäre, um auf die abnorme Situation zu reagieren.